# شهنشاه‌نامه (قاسمی گنابادی)
شَهَنْشاه‌نامه یک تاریخ منظوم حماسه‌گونه دربارهٔ زندگانی دو پادشاه نخست خاندان صفوی، یعنی اسماعیل یکم و تهماسب یکم است. این منظومه به‌دستور شاه تهماسب توسط محمدقاسم قاسمی گنابادی در ۹۹۲۱ بیت در بحر متقارب مثمن محذوف سروده شد. منظومه مذکور که شاهنامه قاسمی نیز خوانده شده، از جمله منظومه‌هایی است که از شاهنامه فردوسی و اسکندرنامه نظامی گنجوی تقلید کرده‌اند.
شاه اسماعیل در سال ۹۱۷ ه‍.ق هنگام دیدار با هاتفی خرجردی، ناظم حماسه تیمورنامه، از هاتفی خواست که زندگی‌نامه او نیز به‌صورتی حماسی به‌نظم کشیده شود. هاتفی تا زمان مرگش در سال ۹۲۷ ه‍.ق تنها کمی بیشتر از ۱۰۰۰ بیت دراین‌باره سرود و اثر ناتمام ماند. چندی پس از آن قاسمی گنابادی که از شاگردان هاتفی بود، سرودن یک اثر نو را آغاز کرد و آن را در دو دفتر جداگانه به سرانجام رساند:
- شاه‌اسماعیل‌نامه یا شاهنامه ماضی: مشتمل بر ۴۳۵۲ بیت دربارهٔ زندگانی شاه اسماعیل که در سال ۹۴۰ ه‍.ق خاتمه یافت. تا کنون ۲۵ نسخه خطی از آن شناخته‌شده است.
- شاه‌تهماسب‌نامه یا شاهنامه نواب عالی (اعلی): تاریخ زمامداری شاه تهماسب تا سال ۹۶۷ ه‍.ق، دربرگیرنده ۵۵۶۹ بیت که از آن ۲ نسخه خطی شناخته‌شده، یکی در کتابخانه بریتانیا و دیگری که کهن‌تر، به‌تاریخ سال ۹۸۱ ه‍.ق است در موزه آستان قدس رضوی نگهداری می‌شود.

## ارزیابی
به‌طور کلی، شهنشاه‌نامه قاسمی گنابادی از کارهای ادبی ارزنده دوره صفوی است که از جهاتی به اشعار غنایی و معرفتی نزدیکی بیشتری دارد تا اشعار حماسی. چند ساقی‌نامه نیز درون این اثر وجود دارد که از تأثیرات اشعار نظامی گنجوی بر قاسمی گنابادی است. درمیان حماسه‌های منظوم فارسی، نخستین‌بار شهنشاه‌نامه به‌توصیف تفنگ به‌عنوان یک سلاح جنگی به‌صورت «تفگ» پرداخته است:
| تفگ زنده فیلان جنگی بدست |  | بخرطوم در جلوه فیلان مست  |
| بدست هزبران تفگ‌های جنگ   |  | گرفته بکف اژدران چون نهنگ |

از آنجا که شهنشاه‌نامه یک اثر مدیحه‌سرایانه است، سراینده همزمان با بزرگنمایی قدرت، شکوه و کامیابی‌های شاهان ممدوح خود، از ذکر ناکامی‌ها و ضعف‌هایشان خودداری کرده تا بتواند چهره‌ای آرمانی از آن‌ها ترسیم کند. ازاین‌رو برای نمونه ذکری از رفتارهای خشونت‌آمیز و نامتعارف شاه اسماعیل با دشمنان شکست‌خورده‌اش در این کتاب نیست و به جنگ چالدران حتی اشاره هم نشده است. بخش دوم این منظومه دارای اطلاعات قابل‌توجه‌ای پیرامون وضع شهر قزوین و دربار شاه تهماسب در روزگار شاعر است. نفوذ فرهنگ اسلامی و شیعی در شهنشاه‌نامه چشمگیر است و از شاهان اساطیری ایران و پهلوانان ایرانی شاهنامه نیز در جای‌جای کتاب یادشده است.